# Finnet bispehue
Finnet bispehue (Epimedium pinnatum) er en stedsegrøn staude med rosetstillede blade i en tæt tue eller flade. Den dyrkes i haver og er hjemmehørende i det nordlige Iran.

## Beskrivelse
Bladene er dobbelt trekoblede, det vil sige, at de først er delt i 3 småblade, som så igen er delt i hver 3 småblade: i alt 9 småblade for hvert blad. Bladstilken er stiv og næsten træagtig med grøn bark. Hvert småblad er hjerteformet og læderagtigt med tornet rand. Oversiden er blank og friskt grøn, mens undersiden er mat og noget lysere i farven. Høstfarven er brunrød. Blomsterne sidder sammen tre og tre på tynde stilke fra grunden. Hver blomst er lysegul og minder om en bispehue i formen. Frøene modner næppe nogensinde her i landet.
Rodnettet består af korte, vandrette jordstængler, som bærer både blade, blomster og de trævlede rødder.
Højde x bredde og årlig tilvækst: 0,30 x 2 m (30 x 10 cm/år). 9 planter dækker 1 m² på 3 år. 

## Hjemsted
Finnet bispehue er endemisk i blandede løvskove på beskyttet og fugtig til våd bund syd og sydvest for det Kaspiske Hav og i Alborz-bjergene. Her findes arten sammen med bl.a. Acer insigne (en art af løn), ask, almindelig buksbom, almindelig figen, almindelig nældetræ, almindelig skovranke, almindelig vin, asiatisk kaki, bittersød natskygge, bærperikon, Gleditsia caspica (en art af tretorn), granatæble, græsk træranke, iransk el, kaukasisk vedbend, kaukasisk vingevalnød, korbær, kristustorn, laurbærkirsebær, lægejasmin, mispel, paternostertræ, Populus caspica (en art af poppel), Prunus caspica (en art af kirsebær), rødel, Sambucus edulis (en art af hyld), silkerosentræ, skørpil, Smilax excelsa (en art af sarsaparil), sort morbær, Tamus communis (en art af yams) og Teucrium hyrcanus (en art af kortlæbe).

## Note
1. ↑  biome-explorer.net: Hyrcanian Montane Forest Arkiveret 16. april 2014 hos  Wayback Machine - grundig og overskuelig oversigt over områdets vegetationstyper på (engelsk)

| Portal | Portal:Botanik |